# 소노베역
소노베역(일본어: 園部駅, そのべえき 소노베에키[*])은 일본 교토부 난탄시에 위치한 서일본 여객철도의 역이다. 구 소노베 정에 위치해 있으며 합병에 의해 탄생한 난탄시의 중심역이다. 교토역에서 소노베 역까지는 어번 네트워크에 속해있어 사가노 선이라는 애칭이 붙어 있다. 안내 상에서도 소노베 역에서 교토 방면으로는 사가노 선, 후쿠치야마 방면으로는 산인 본선으로 명칭을 구별하고 있다. 이전에는 특급 열차들이 다수 통과했지만 현재는 모든 열차가 정차하게 되었다. 보통 열차는 소노베 역에서 회차하는 경우가 많다. 2010년 3월 13일 교토 ~ 소노베 간의 복선화가 완료된다. 서일본 여객철도 교토 지사와 서일본 여객철도 후쿠치야마 지사의 경계점으로 후쿠치야마 방면의 후나오카역부터는 후쿠치야마 지사 소속이며, 2021년 3월 13일부터 소노베 - 키노사키온센 구간 중 일부 역에 한해 이코카 및 제휴 교통카드의 사용이 개시될 예정이다.

## 역 구조
섬식 승강장으로 2면 4선의 지상역이며 교상 역사를 가지고 있다. 이 밖에 구내에는 다수의 유치선이 부설되어 있다.

### 승강장
| 1 - 4 | ■ 산인 본선 | 가메오카 · 교토 방면     |
| 1 - 4 | ■ 산인 본선 | 아야베 · 후쿠치야마 방면 |

발착하는 승강장의 번선은 일정하지 않다.
- 1번선에는 주로 교토 방면 특급과 일부 교토 방면 보통 열차가, 2번선에는 주로 후쿠치야마 방면 특급과 일부 교토 방면 특급이, 3번선에는 주로 아야베 방면 보통 열차와 일부 후쿠치야마 또는 교토 방면 열차가, 4번선에는 주로 교토 방면 보통 및 쾌속 열차와 일부 후쿠치야마 방면 열차가 정차한다.

## 역사
- 1899년 8월 15일: 교토 철도 사가 역 ~ 소노베 역 간의 연장에 따라 신설개업하였다.
- 1907년 8월 1일: 국유화에 따라 일본국유철도 소속이 되었다.
- 1909년 10월 12일: 노선 명칭 제정에 따라 교토 선의 일부가 되었다.
- 1912년 3월 1일: 노선 명칭 개정에 따라 산인 본선의 일부가 되었다.
- 1987년 4월 1일: 민영화에 따라 서일본 여객철도의 소속이 되었다.
- 2003년 11월 1일: 이코카의 사용이 가능해졌다.

## 인접정차역
| 서일본 여객철도 산인 본선 | 서일본 여객철도 산인 본선 | 서일본 여객철도 산인 본선 |
| ------------------------- | ------------------------- | ------------------------- |
| 요시토미 교토 방면        | ■ 사가노 선 · 산인 본선   | 후나오카 후쿠치야마 방면  |